# Adolf Davids
Adolf Davids (* 19. Oktober 1867 in Hannover; † 9. August 1963 ebenda) war ein deutscher Radsportler und Fechter.

## Leben
Als Adolf Davids in die Tertia versetzt wurde, bekam er von seinem Vater zur Belohnung ein Hochrad geschenkt, ein 52er-Bicycle (das Vorderrad hatte einen Durchmesser von 52 Zoll) der Marke Spezial Express. Nach dem Abschluss des Gymnasiums mit Abitur lernte Davids den Kaufmannsberuf.
Schon zu dieser Zeit nahm Davids erfolgreich an Radrennen teil, gewann ein Gauverbandsrennen und fuhr später Rennen auf dem Hochrad in ganz Deutschland. In Leipzig besiegte er den damals erfolgreichsten Fahrer Johannes Pundt. 1886 gewann Davids die Meisterschaft von Deutschland und sowohl 1886 wie auch 1887 die Meisterschaft von Europa. Zunächst gehörte Adolf Davids dem Verein akademischer Rennfahrer an, später trat er dem von dem Hochradfahrer Richard Lattorf mitgegründeten Verein Hannoverscher Bicycle Club von 1881 bei. 1897 beendete er seine Radsportlaufbahn.
1912 startete Adolf Davids als Mitglied des Deutsch-Italienischen FC Hannover bei den Olympischen Spielen 1912 in Stockholm im Florettfechten und gelangte in die zweite Runde, bevor er ausschied. 1913 gewann er in Leipzig die Akademischen Meisterschaften in Florett und Säbel.
Die Behörde von Ellis Island verzeichnete Davids im Jahre 1911 bei einer Ankunft in den Vereinigten Staaten. Beruflich wurde Davids Direktor der Hannoverschen Gummiwerke Excelsior. 1899 erteilte ihm das Kaiserliche Patentamt das Patent Nr. 131310 für ein Rückschlagventil für Luftreifen, Luftkissen.
1960 wurde Adolf Davids als mit 92 Jahren ältestes Mitglied der Sektion in der Festschrift zum 75-jährigen Bestehen der Sektion Hannover im Deutschen Alpenverein erwähnt.